# إيوا دا كروز
إيوا دا كروز هي عارضة وممثلة أمريكية ونرويجية، ولدت في 9 يوليو 1976 في النرويج.

## وصلات خارجية
- إيوا دا كروز على موقع IMDb (الإنجليزية)
- إيوا دا كروز على موقع ألو سيني (الفرنسية)
- إيوا دا كروز على موقع أول موفي (الإنجليزية)
- إيوا دا كروز على موقع قاعدة بيانات الفيلم (الإنجليزية)
- إيوا دا كروز على موقع كينوبويسك (الروسية)